# Ogólnopolskie Stowarzyszenie Kadry Kierowniczej Oświaty
Ogólnopolskie Stowarzyszenie Kadry Kierowniczej Oświaty (OSKKO) – największe w Polsce stowarzyszenie skupiające dyrektorów i wicedyrektorów szkół i placówek oświatowych oraz urzędników oświatowych.
Aktualnie OSKKO zrzesza ok. 5500 członków rzeczywistych, ma ok. 10 000 korespondentów i ponad 35 000 czytelników forum i strony www. OSKKO jest organizatorem Kongresu Zarządzania Oświatą,  największej polskiej konferencji dla dyrektorów szkół i urzędników oświatowych, odwiedzanej rokrocznie przez ok. 1000 uczestników. 
Stowarzyszenie stale konsultuje zmiany w prawie oświatowym, jest obecne na posiedzeniach Komisji Edukacji Nauki i Młodzieży Sejmu.